# Fahnehielm
Fahnehielm är en svensk adlig ätt, nr 406, adlad 1647, introducerad 1652. Släkten härstammar från Östergötland. Stamfadern är ryttaren vid Östgöta ryttare Per Jonsson, vilken 1585 fick bördsrättsbrev på Näs hemman i Torpa socken. Dennes sonson, kaptenen vid Östgöta infanteriregemente Peder Jönsson Kempe, blev vid slaget vid Leipzig 1642 genomstucken med hillebarder, men sägs dock ha räddat fanan genom att gömma den innanför rocken, vilket sägs ha räddat livet på honom. Peder Jönsson Kempe adlades 1647 av drottning Kristina, med namnet taget som erinran av denna episod. Han är begravd i Torpa kyrka, där hans vapen uppsattes.
Ätten utgick på svärdssidan 1998. Ätten består sedan av en utgift syster, vilken även härstammar från den 1919 på svärdssidan utgångna grevliga ätten Sinclair nr 95.
De anvisningar för inlösen ur krigskassan som under Gustav III:s ryska krig som kallades Fahnehielmare är namngivna efter krigskommissarien och vice presidenten Per Georg Fahnehielm.
I Kummelnäs i Nacka kommun finns en väg som heter Fahnehielmsvägen. Den är uppkallad efter Anton Ludvig Fahnehjelm.

## Personer med namnet
- Anton Ludvig Fahnehjelm (1807–1875), sjömilitär, uppfinnare och ingenjör
- Carl Wilhelm Fahnehielm (1812–1895), präst
- Evald Fahnehielm (1847–1917), artilleriofficer och bankman
- Evelina Fahnehjelm (1839–1898), skolföreståndare
- Gustaf Fahnehielm (1832–1894), kammarherre och utställningskommissarie
- Otto Fahnehjelm (1846–1911), ingenjör och uppfinnare
- Peder Fahnehielm (1596–1655), militär och godsägare
- Per Georg Fahnehielm (1735–1816), ämbetsman